# Ukraine au Concours Eurovision de la chanson 2013
L’Ukraine participe au Concours Eurovision de la chanson 2013 à Malmö, en Suède.
Le pays est représenté par la chanson Gravity, interprétée par Zlata Ognévitch.

## Sélection
Le radiodiffuseur national ukrainien, NTU, diffuse l'événement en Ukraine et organise le processus de sélection pour l'entrée de la nation. Il confirme son intention de participer au Concours Eurovision de la chanson 2013 le 24 septembre 2012. Dans le passé, le diffuseur avait alterné entre les sélections internes et les finales nationales afin de sélectionner la candidature ukrainienne. Entre 2011 et 2012, Suspilne avait mis en place des finales nationales avec plusieurs artistes pour choisir à la fois la chanson et l'interprète à concourir à l'Eurovision pour l'Ukraine, avec le public et un panel de membres du jury impliqués dans la sélection. La méthode est poursuivie pour sélectionner la chanson ukrainienne de 2013.
Les artistes et compositeurs ont la possibilité de soumettre leurs candidatures entre le 1er octobre 2012 et le 21 décembre 2012. 
La sélection des candidatures en compétition pour la finale nationale et finalement la participation ukrainienne à l'Eurovision se déroule en deux étapes. Lors de la première étape, les artistes et les auteurs-compositeurs ont la possibilité de postuler au concours en assistant à une audition programmée. Des auditions ont lieu le 21 décembre 2012 au siège de Suspilne à Kiev, où un jury de sélection de sept membres retient vingt candidatures pour participer à la finale nationale. Les vingt chansons sont sélectionnées et annoncées le 21 décembre 2012. La deuxième étape est la finale télévisée le 23 décembre 2012 qui présente les vingt chansons en lice pour représenter l'Ukraine à Malmö. Le gagnant a été sélectionné via la combinaison 50/50 des votes d'un télévote public et d'un jury d'experts. Le vote télévisé public et le jury d'experts attribuent des notes allant de 1 (la plus basse) à 20 (la plus élevée) et la candidature qui a le plus grand nombre de points à la suite de la combinaison de ces notes est déclarée gagnante. Les téléspectateurs participant au télévote public pendant l'émission ont la possibilité de soumettre un seul vote par numéro de téléphone pour chacune des entrées participantes par SMS. En cas d'égalité, l'égalité est décidée en faveur de la candidature ayant reçu la note la plus élevée du jury.
La finale nationale ukrainienne a lieu le 23 décembre 2012 aux studios Suspilne à Kiev. L'émission est animée par Timour Mirochnytchenko, Tatiana Goncharova et Tetiana Terekhova et diffusée sur Pershyi ainsi qu'en ligne via 1tv.com.ua et le site officiel du Concours Eurovision de la chanson eurovision.tv.
Le jury est composé d'Egor Benkendorf (président de Suspilne), Walid Arfush (producteur), Olena Mozgovaya (productrice de musique), Yuriy Rybchynsky (poète) et Olga Navrotska (styliste et designer). 14 612 votes sont enregistrés par le télévote lors de l'émission.
| Passage | Artiste                        | Chanson                      | Jury | Télévote | Télévote | Total | Place |
| Passage | Artiste                        | Chanson                      | Jury | Votes    | Points   | Total | Place |
| ------- | ------------------------------ | ---------------------------- | ---- | -------- | -------- | ----- | ----- |
| 1       | Oksana Pekun & Maxim Novitskiy | Zeleniy dubochok             | —    | 23       | —        | —     | —     |
| 2       | Mariya Yaremchuk               | Imagine                      | 16   | 260      | 14       | 30    | 5     |
| 3       | Marietta                       | Wonder                       | 9    | 87       | 5        | 14    | 15    |
| 4       | Dmytro Yaremchuk               | Mama                         | 11   | 533      | 17       | 28    | 7     |
| 5       | Inesh                          | Delayu shag                  | 10   | 133      | 8        | 18    | 13    |
| 6       | Zlata Ognevich                 | Gravity                      | 20   | 8,639    | 20       | 40    | 1     |
| 7       | Duet Emotion                   | Saviour                      | 15   | 162      | 10       | 25    | 10    |
| 8       | Gvozdivchanka                  | Naleteli gusenyata           | 11   | 208      | 11       | 22    | 12    |
| 9       | Real Ivanna                    | You Gave Me Everything       | 14   | 247      | 13       | 27    | 8     |
| 10      | Tetyana Shyrko                 | Feeling Like a Sir           | 17   | 365      | 15       | 32    | 4     |
| 11      | Triniti                        | Belym po belomu              | 8    | 108      | 6        | 14    | 15    |
| 12      | Ana Stesia                     | Dare to Change Your Life     | 9    | 127      | 7        | 16    | 14    |
| 13      | Alina Grosu                    | Let Go                       | 13   | 387      | 16       | 29    | 6     |
| 14      | Dasha Medova                   | Don't Want to Be Alone       | 19   | 905      | 18       | 37    | 2     |
| 15      | Lena Korneeva                  | You'll Be the Winner Forever | 13   | 240      | 12       | 25    | 10    |
| 16      | Angeliya                       | Love Is Life                 | 8    | 81       | 4        | 12    | 18    |
| 17      | Eduard Romanyuta               | Get Real With My Heart       | 14   | 1,847    | 19       | 33    | 3     |
| 18      | Matvey Vermiyenko              | Otkryvay menya               | 7    | 70       | 3        | 10    | 19    |
| 19      | DiO.filmy                      | Medlyak                      | 18   | 141      | 9        | 27    | 8     |
| 20      | Dima Skalozubov                | Davno                        | 12   | 49       | 2        | 14    | 15    |

| Passage | Chanson                      | E. Benkendorf | W. Arfush | Y. Rybchynsky | O. Mozgova | O. Navrotska | Total | Points |
| ------- | ---------------------------- | ------------- | --------- | ------------- | ---------- | ------------ | ----- | ------ |
| 1       | Zeleniy dubochok             | —             | —         | —             | —          | —            | —     | —      |
| 2       | Imagine                      | 10            | 7         | 9             | 8          | 6            | 40    | 16     |
| 3       | Wonder                       | 7             | 6         | 7             | 6          | 2            | 26    | 9      |
| 4       | Mama                         | 10            | 6         | 5             | 6          | 2            | 29    | 11     |
| 5       | Delayu shag                  | 10            | 4         | 5             | 6          | 2            | 27    | 10     |
| 6       | Gravity                      | 10            | 10        | 10            | 10         | 10           | 50    | 20     |
| 7       | Saviour                      | 10            | 7         | 8             | 7          | 7            | 39    | 15     |
| 8       | Naleteli gusenyata           | 7             | 7         | 5             | 5          | 5            | 29    | 11     |
| 9       | You Gave Me Everything       | 9             | 7         | 7             | 7          | 6            | 36    | 14     |
| 10      | Feeling Like a Sir           | 10            | 6         | 10            | 10         | 7            | 43    | 17     |
| 11      | Belym po belomu              | 7             | 7         | 7             | 2          | 2            | 25    | 8      |
| 12      | Dare to Change Your Life     | 7             | 5         | 7             | 4          | 3            | 26    | 9      |
| 13      | Let Go                       | 8             | 7         | 7             | 8          | 5            | 35    | 13     |
| 14      | Don't Want to Be Alone       | 10            | 9         | 10            | 9          | 9            | 47    | 19     |
| 15      | You'll Be the Winner Forever | 6             | 7         | 8             | 7          | 7            | 35    | 13     |
| 16      | Love Is Life                 | 6             | 1         | 7             | 6          | 5            | 25    | 8      |
| 17      | Get Real With My Heart       | 10            | 7         | 7             | 7          | 5            | 36    | 14     |
| 18      | Otkryvay menya               | 6             | 2         | 6             | 1          | 2            | 17    | 7      |
| 19      | Medlyak                      | 10            | 9         | 9             | 8          | 8            | 44    | 18     |
| 20      | Davno                        | 6             | 6         | 7             | 8          | 4            | 31    | 12     |

Après la victoire de Zlata Ognevich lors de la finale nationale ukrainienne, il est révélé que Gravity subirait une refonte pour le concours Eurovision de la chanson. Le 27 janvier 2013, le compositeur de la chanson Mikhail Nekrasov ouvre une enquête sur le réseau social VK afin de sonder l'opinion publique sur d'éventuels changements, notamment l'ajout d'un autre refrain, l'augmentation du tempo de la chanson (à l'origine à 85BPM), éventuellement changer les choristes et apporter des modifications au début et à la fin de la chanson. Le 6 février, l'enquête s'achève avec les décisions suivantes prises en considération par les producteurs :
- 35 % pensent que la fin est forte telle qu'elle est, et 25 % conseillent de l'exécuter plus haut et plus fort.
- 40 % pensent que 85 BPM est optimal et 24 % conseillent une augmentation à 87-88 BPM.
- 41% pensent que les paroles que les choristes chantent You'll never, you'll never break free from gravity sont adéquates, 40% conseillant qu'Ognevich devrait également chanter ces lignes.
- 60 % pensent qu'un troisième refrain est nécessaire, 45 % indiquant que le troisième refrain devrait nécessiter plus de développement.
- 69 % des votants pensent que le début doit être plus puissant.
- 86% pensent que les choristes actuels ne devraient pas être modifiés et 46% pensent que leur voix devrait être plus simplifiée afin de ne pas éclipser Ognevich.

En mars, la version remaniée de Gravity est présentée au public avec le clip vidéo officiel sur YouTube.

## Eurovision
Selon les règles de l'Eurovision, toutes les nations à l'exception du pays hôte et des "Big Five" (France, Allemagne, Italie, Espagne et Royaume-Uni) doivent se qualifier pour l'une des deux demi-finales afin de concourir pour la finale ; les dix premiers pays de chaque demi-finale accèdent à la finale. Le 17 janvier 2013, un tirage au sort spécial a lieu qui place chaque pays dans l'une des deux demi-finales, ainsi que dans quelle moitié du spectacle ils se produiraient. L'Ukraine est placée dans la première demi-finale, qui se tiendra le 14 mai 2013, et doit se produire dans la première moitié du spectacle. Une fois que toutes les chansons en compétition pour le concours de 2013 ont été publiées, l'ordre de passage des demi-finales est décidé par les producteurs des émissions plutôt que par un autre tirage au sort, de sorte que des chansons similaires ne soient pas placées les unes à côté des autres.

### Demi-finale
Zlata Ognevich participe aux répétitions techniques les 3 et 6 mai, suivies des répétitions générales les 9 et 10 mai. Cela comprend le spectacle du jury le 9 mai où les jurys professionnels de chaque pays regardent et votent sur les candidatures en compétition.
La performance ukrainienne met en vedette Zlata Ognevich sur scène dans une longue robe beige conçue par Olena Reva avec quatre choristes. La chanteuse est accompagnée sur scène par Igor Vovkovinskiy, la personne vivante la plus grande des États-Unis, qui joue le rôle d'un géant fantastique dans un manteau et un chapeau marron. La performance commence avec Vovkovinskiy portant Ognevich sur un podium en pierre d'où elle interprète le reste de la chanson, avec un paysage de forêt de conte de fées bleu avec des papillons et des levers de soleil apparaissant sur les écrans LED partout. Le metteur en scène et chorégraphe du spectacle ukrainien est Maksym Lytvynov. Les quatre choristes qui ont rejoint Zlata Ognevich sur scène sont Ann Bailey, Holly Petrie, Cleveland Watkiss et Dasha Mineeva.
À la fin de l'émission, l'Ukraine est annoncée comme ayant terminé dans le top 10 et se qualifiant ensuite pour la finale. Il est révélé plus tard que l'Ukraine s'est classée troisième de la demi-finale, recevant un total de 140 points.

#### Points attribués à l'Ukraine en demi-finale
| 12 points                                                                     | 10 points | 8 points                         | 7 points                           | 6 points  |
| ----------------------------------------------------------------------------- | --------- | -------------------------------- | ---------------------------------- | --------- |
| - Biélorussie - Chypre - Italie - Lituanie - Moldavie - Monténégro - Slovénie |           | - Belgique - Danemark - Pays-Bas | - Croatie - Russie                 | - Estonie |
| 5 points                                                                      | 4 points  | 3 points                         | 2 points                           | 1 point   |
| - Serbie                                                                      |           |                                  | - Autriche - Irlande - Royaume-Uni | - Suède   |

#### Points attribués par l'Ukraine en demi-finale
| 12 points | Biélorussie |
| 10 points | Moldavie    |
| 8 points  | Monténégro  |
| 7 points  | Russie      |
| 6 points  | Croatie     |
| 5 points  | Lituanie    |
| 4 points  | Danemark    |
| 3 points  | Irlande     |
| 2 points  | Serbie      |
| 1 point   | Estonie     |

### Finale
Après un tirage au sort, l'Irlande est placée pour concourir en seconde période. À la suite de ce tirage au sort, les producteurs des émissions décident de l'ordre de passage de la finale, comme ils l'avaient fait pour les demi-finales. L'Ukraine se produira en position 22, après la Grèce et avant l'Italie.
Zlata Ognevich participe aux répétitions générales les 17 et 18 mai avant la finale, dont la finale du jury où les jurys professionnels votent pour la finale avant le spectacle en direct. Zlata Ognevich répète sa performance en demi-finale lors de la finale.
La chanson obtient 214 points et finit à la troisième place sur vingt-six participants.

#### Points attribués à l'Ukraine en finale
| 12 points                                                  | 10 points                                                                    | 8 points                               | 7 points             | 6 points                      |
| ---------------------------------------------------------- | ---------------------------------------------------------------------------- | -------------------------------------- | -------------------- | ----------------------------- |
| - Arménie - Azerbaïdjan - Biélorussie - Croatie - Moldavie | - Bulgarie - Chypre - Espagne - Estonie - Israël - Lituanie - Malte - Serbie | - Belgique - Géorgie - Grèce - Irlande | - Hongrie - Lettonie |                               |
| 5 points                                                   | 4 points                                                                     | 3 points                               | 2 points             | 1 point                       |
| - Italie - Pays-Bas - Royaume-Uni                          | - Roumanie                                                                   | - Danemark - Islande                   |                      | - Autriche - Norvège - Russie |

#### Points attribués par l'Ukraine en finale
| 12 points | Biélorussie |
| 10 points | Azerbaïdjan |
| 8 points  | Moldavie    |
| 7 points  | Géorgie     |
| 6 points  | Arménie     |
| 5 points  | Danemark    |
| 4 points  | Russie      |
| 3 points  | Norvège     |
| 2 points  | Malte       |
| 1 point   | Lituanie    |